# Farnoldia hypocrita
Farnoldia hypocrita är en lavart som först beskrevs av Abramo Bartolommeo Massalongo, och fick sitt nu gällande namn av Lars Fröberg. Farnoldia hypocrita ingår i släktet Farnoldia, och familjen Lecideaceae. Enligt den finländska rödlistan är arten starkt hotad i Finland. Arten är reproducerande i Sverige. Artens livsmiljö är kalkstensklippor och kalkbrott, inklusive bar kalkjord.